# コール・ウィン
コール・ロバート・ウィン（Cole Robert Winn, 1999年11月25日 - ）は、アメリカ合衆国コロラド州ロングモント出身のプロ野球選手（投手）。右投右打。MLBのテキサス・レンジャーズ所属。

## 経歴
2018年のMLBドラフト1巡目（全体15位）でテキサス・レンジャーズから指名され、予定していたミシシッピ州立大学への進学を取り止めプロ入り。契約金は315万ドル。この年はマイナーリーグの試合に出場せずに球団が新たに始めた高卒投手を対象としたプログラムを受け、高校時代の疲労を取りつつ、筋力トレーニングなどで肉体的、精神的な基盤を作った。
2019年のシーズン開幕前に、MLB公式サイトのプロスペクトランキングにて89位にランクインした。この年に傘下のA級ヒッコリー・クロウダッズでプロデビューし、18試合に先発登板して4勝4敗、防御率4.46、65奪三振の成績を記録した。
2020年は新型コロナウイルスの影響でマイナーリーグの試合が開催されなかった。
2021年はAA級フリスコ・ラフライダーズで開幕を迎えた。

## 選手としての特徴
速球とカーブが武器の本格派右腕。完成度も高いが、長いイニングを投げた経験が乏しく、まだ準備段階とされている。

## 詳細情報

### 年度別投手成績
| 年 度    | 球 団    | 登 板 | 先 発 | 完 投 | 完 封 | 無 四 球 | 勝 利 | 敗 戦 | セ 丨 ブ | ホ 丨 ル ド | 勝 率 | 打 者 | 投 球 回 | 被 安 打 | 被 本 塁 打 | 与 四 球 | 敬 遠 | 与 死 球 | 奪 三 振 | 暴 投 | ボ 丨 ク | 失 点 | 自 責 点 | 防 御 率 | W H I P |
| -------- | -------- | ----- | ----- | ----- | ----- | -------- | ----- | ----- | -------- | ----------- | ----- | ----- | -------- | -------- | ----------- | -------- | ----- | -------- | -------- | ----- | -------- | ----- | -------- | -------- | ------- |
| 2024     | TEX      | 13    | 0     | 0     | 0     | 0        | 0     | 1     | 0        | 0           | .000  | 77    | 17.1     | 18       | 2           | 4        | 0     | 3        | 14       | 1     | 0        | 15    | 15       | 7.79     | 1.27    |
| MLB：1年 | MLB：1年 | 13    | 0     | 0     | 0     | 0        | 0     | 1     | 0        | 0           | .000  | 77    | 17.1     | 18       | 2           | 4        | 0     | 3        | 14       | 1     | 0        | 15    | 15       | 7.79     | 1.27    |

- 2024年度シーズン終了時

### 年度別守備成績
| 年 度 | 球 団 | 投手（P） | 投手（P） | 投手（P） | 投手（P） | 投手（P） | 投手（P） |
| 年 度 | 球 団 | 試 合     | 刺 殺     | 補 殺     | 失 策     | 併 殺     | 守 備 率  |
| ----- | ----- | --------- | --------- | --------- | --------- | --------- | --------- |
| 2024  | TEX   | 13        | 1         | 2         | 0         | 0         | 1.000     |
| MLB   | MLB   | 13        | 1         | 2         | 0         | 0         | 1.000     |

- 2024年度シーズン終了時

### 記録
MiLB
- オールスター・フューチャーズゲーム選出：1回（2021年）

### 背番号
- 60（2024年 - ）